# Caserne Barbot
La caserne Barbot, Bayern Kaserne à l’origine, est une ancienne caserne d’infanterie construite pendant l’annexion allemande à Metz. Elle fait alors partie d’un vaste ensemble de casernes, appelé Prinz-Friedrich-Karl Kaserne.

## Contexte historique

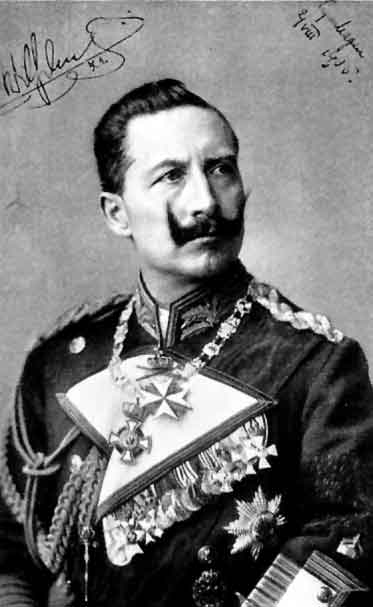
Le Kaiser Guillaume II.

Déjà au XVIIe siècle, Vauban avait déclaré que si chaque forteresse défendait une province, Metz défendait l'État. Deux siècles plus tard, alors que Metz devient un point stratégique majeur de l’empire allemand, l’état-major allemand poursuit les travaux de fortification entamés sous le Second Empire français.
De nombreuses casernes sont construites pour abriter la garnison allemande qui oscille entre 15 000 et 20 000 hommes au début de la période, et dépasse 25 000 hommes avant la Première Guerre mondiale.
Dans cette pépinière de généraux, se côtoient des Bavarois aux casques à chenille, des Prussiens et des Saxons aux casques à pointe et aux uniformes vert sombre, ou encore des Hessois aux uniformes vert clair.
L'empereur Guillaume II, qui vient régulièrement dans la cité lorraine pour inspecter les travaux d’urbanisme et ceux des forts de Metz, n’hésite pas à déclarer :
« Metz et son corps d’armée constituent une pierre angulaire dans la puissance militaire de l’Allemagne, destinée à protéger la paix de l’Allemagne, voire de toute l’Europe. »

## Construction et aménagements
Les bâtiments sont construits de 1890 à 1893 pour y loger la garnison allemande qui s’est étoffée depuis la création du XVI. Armeekorps à Metz. Comme la caserne de Lattre-de-Tassigny, la caserne Barbot fait alors partie d’un vaste ensemble de casernes, appelé Prinz-Friedrich-Karl Kaserne, et situé entre l’avenue de Lattre-de-Tassigny, l’avenue Joffre, la place du Roi-George et la rue Wilson. Cet ensemble se caractérise par une architecture néoclassique utilisant des briques rouges rappelant l'architecture anglo-saxonne telle que sous les ères georgiennes et victoriennes.

## Affectations successives
Le 4e régiment d'infanterie royal bavarois (de) est le premier à prendre ses quartiers dans la caserne, qui restera allemande jusqu’en 1919. En 1919, la Bayern Kaserne est investie par l’armée française. Elle est aussitôt rebaptisée Barbot, en l’honneur du général Ernest Jacques Barbot, mort pour la France.
Le 146e régiment d'infanterie de ligne y prend ses quartiers en 1933.
Pendant la Seconde Guerre mondiale, la caserne Barbot fait office de Lazarett, un hôpital militaire allemand.
En octobre 1949, l’Éducation nationale prend possession des lieux et y installe une annexe du lycée Fabert. Aujourd’hui, le collège Barbot et la cité scolaire Georges-de-La-Tour se partagent les lieux.